# Vito Marchione
Vito Marchione (* 16. Dezember 1971 in Luxemburg) ist ein ehemaliger luxemburgischer Fußballspieler.
Sein Heimatverein war CS Grevenmacher. Später spielte er noch für Jeunesse Esch. Am 23. März 1994 wurde er beim Freundschaftsspiel der luxemburgischen Fußballnationalmannschaft gegen Marokko (1:2) in der 82. Minute eingewechselt. Es blieb sein einziges Länderspiel.